# Bob Knight (baloncestista de 1931)
Bobby F. "Bob" Knight (Hartford, Connecticut, 30 de abril de 1929-Springfield, Massachusetts, 23 de mayo de 2008) fue un jugador de baloncesto estadounidense que disputó cuatro temporadas en la ABL, además de dos partidos en la NBA. Con 1,88 metros de estatura, jugaba en la posición de escolta.

## Trayectoria deportiva

### Profesional
Tras dejar el instituto, con apenas 18 años fichó por el equipo profesional de su ciudad, los Hartford Hurricanes de la ABL, donde jugó dos temporadas, promediando 4,5 puntos por partido. Después de cumplir con el servicio militar, fichó por los Bridgeport Roesslers, donde únicamente jugó dos partidos, pasando a los Manchester British-Americans, donde disputó dos temporadas, siendo uno de los jugadores más destacados del equipo, promediando 12,2 y 13,0 puntos por partido, respectivamente.
En 1954 fichó por los New York Knicks de la NBA, donde únicamente disputó dos partidos, en los que promedió 3,5 puntos y 4,0 asistencias.

## Estadísticas de su carrera en la NBA

### Temporada regular
| Temporada | Edad | Equipo          | Liga | Pos. | P | TIT | MIN  | TC  | TCA | %TC  | 3P | 3PA | %3P | TL  | TLA | %TL   | R.OF. | R.DEF. | REB | ASIS | ROB | TAP | PER | FP  | PTS |
| 1954-55   | 25   | New York Knicks | NBA  |      | 2 |     | 14.5 | 1.5 | 3.5 | .429 |    |     |     | 0.5 | 0.5 | 1.000 |       |        | 0.5 | 4.0  |     |     |     | 3.0 | 3.5 |
| Total     |      |                 | NBA  |      | 2 |     | 14.5 | 1.5 | 3.5 | .429 |    |     |     | 0.5 | 0.5 | 1.000 |       |        | 0.5 | 4.0  |     |     |     | 3.0 | 3.5 |